# Magic (песня The Cars)
Magic (с англ. — «Магия») — пятнадцатый в общем и второй с альбома Heartbeat City сингл американской рок-группы The Cars, вышедший 7 мая 1984 года на лейбле Elektra Records. Сингл достиг 12-го места в американском чарте Billboard Hot 100 и первого места в чарте Billboard Top Tracks.

## Музыкальное видео
Действие музыкального клипа на песню «Magic» разворачивается на вечеринке у бассейна, на которой присутствует множество причудливых и комично невменяемых персонажей. На нём изображён Окасек, идущий по воде плавательного бассейна, в то время как различные персонажи собираются, чтобы полюбоваться на него. Ближе к концу видео некоторые из гостей (возможно, в своём собственном заблуждении) пытаются добраться до Окасека, ступив на поверхность бассейна, полагая, что они тоже могут ходить по воде, но в итоге только погружаются в бассейн. Окасек остаётся стоять (сухим), потому что, как следует из названия песни, «это магия».
The Cars снимали «Magic» в семейном доме Хилтонов в Беверли-Хиллз, который Кэти Хилтон арендовала для группы. Платформа из органического стекла находилась под поверхностью воды. На первом дубле платформа рухнула. Платформу пришлось подогнать под вес Окасека.

## Другие появления
Песня появилась на таких сборниках группы, как Greatest Hits 1985 года, Just What I Needed: The Cars Anthology 1995 года, Complete Greatest Hits 2002 года, The Essentials 2005 года и т. д.
На песню был сделан кавер Бутчем Уокером для трибьют-альбома Substitution Mass Confusion: A Tribute to The Cars. При этом Бутч соединил её с My Best Friend’s Girl. Получился кавер под названием «My Best Friend’s Magic Girlfriend».

## Список композиций
Слова и музыка всех песен — Рик Окасек.
| №  | Название                    | Основной вокал | Длительность |
| -- | --------------------------- | -------------- | ------------ |
| 1. | «Magic» (с англ. — «Магия») | Окасек         | 3:57         |

| №  | Название                               | Основной вокал | Длительность |
| -- | -------------------------------------- | -------------- | ------------ |
| 1. | «I Refuse» (с англ. — «Я Отказываюсь») | Окасек         | 3:16         |

## Участники записи
- Рик Окасек — вокал, ритм-гитара
- Бен Орр — бас-гитара, бэк-вокал
- Эллиот Истон — соло-гитара, бэк-вокал
- Грег Хоукс — клавишные, бэк-вокал, Fairlight CMI программирование
- Дэвид Робинсон — ударные, Fairlight CMI программирование

## Чарты
| Чарт (1984)                        | Наивысшая позиция |
| ---------------------------------- | ----------------- |
| Австралия (Kent Music Report)      | 96                |
| Канада (RPM Top Singles)           | 14                |
| Новая Зеландия (Recorded Music NZ) | 50                |
| США (Billboard Hot 100)            | 12                |
| США (Billboard Mainstream Rock)    | 1                 |
| США (Cash Box Top 100 Singles)     | 16                |

| Чарт (2019)                            | Наивысшая позиция |
| -------------------------------------- | ----------------- |
| US Rock Digital Song Sales (Billboard) | 13                |

| Чарт (1984)          | Позиция |
| -------------------- | ------- |
| US Billboard Hot 100 | 97      |